# Ruth Kyalisima
Ruth Kyalisima (ur. 21 listopada 1955) – ugandyjska sprinterka i płotkarka, uczestniczka Letnich Igrzysk Olimpijskich 1984 i Letnich Igrzysk Olimpijskich 1988.
Kyalisima jest także wielokrotną medalistką innych imprez, m.in. Igrzysk Wspólnoty Narodów i lokalnych mistrzostw.

## Występy na igrzyskach olimpijskich
Podczas Letnich Igrzysk Olimpijskich 1984 wystąpiła w biegu na 400 metrów przez płotki. W eliminacjach uzyskała czas 57,38 i awansowała do półfinału. W tym zaś uzyskała czas 57,02 (najlepszy wynik w karierze), lecz nie awansowała do finału. Kyalisima pełniła na tych igrzyskach funkcję chorążej ugandyjskiej reprezentacji.
Podczas Igrzysk Olimpijskich w Seulu, wystartowała w biegach na 400 metrów przez płotki i w sztafecie 4 × 100 metrów. Najpierw zaprezentowała się w tej pierwszej konkurencji. W eliminacjach uzyskała czas 59,62 i nie powtórzyła sukcesu sprzed czterech lat (odpadła w eliminacjach).
Pięć dni później wystąpiła w sztafecie 4 × 100 metrów. Ugandyjska sztafeta odpadła w eliminacjach (czas ugandyjskiej sztafety wyniósł 46,55 sekund).

## Mistrzostwa świata
Kyalisima wystąpiła podczas mistrzostw świata w Helsinkach (1983) – z czasem 57,58 zajęła 5. miejsce w swoim biegu eliminacyjnym i odpadła z dalszej rywalizacji.

## Igrzyska afrykańskie
W swej karierze Ugandyjka otrzymała pięć medali igrzysk afrykańskich, na igrzyskach zarówno w Lagos, jak i w Algierze.

## Mistrzostwa Afryki Wschodniej i Środkowej
Kyalisima trzynastokrotnie zdobywała złote medale mistrzostw Afryki Wschodniej i Środkowej w konkurencjach indywidualnych:
- bieg na 200 metrów – 1983
- bieg na 400 metrów – 1976, 1989
- bieg na 100 metrów przez płotki – 1975, 1976, 1977, 1979, 1982, 1983, 1989
- bieg na 400 metrów przez płotki – 1982, 1983, 1989

## Mistrzostwa Ugandy
Ruth Kyalisima jest jedenastokrotną mistrzynią Ugandy w indywidualnych konkurencjach lekkoatletycznych. 
Lista konkurencji, w których zdobyła mistrzostwo:
- bieg na 100 metrów - 1984, 1985
- bieg na 200 metrów - 1985
- bieg na 400 metrów - 1985
- bieg na 100 metrów przez płotki - 1982, 1984, 1985
- bieg na 400 metrów przez płotki - 1982, 1984
- skok w dal - 1985, 1988

## Rekordy życiowe
| Dystans                         | Wynik (s) | Data i miejsce               | Uwagi         |
| ------------------------------- | --------- | ---------------------------- | ------------- |
| Bieg na 100 metrów              | 11,7      | 1975                         |               |
| Bieg na 100 metrów przez płotki | 13,92     | 21 lipca 1978, Algier        | rekord Ugandy |
| Bieg na 400 metrów przez płotki | 57,02     | 6 sierpnia 1984, Los Angeles | rekord Ugandy |
| Siedmiobój                      | 4849 pkt. | 17 sierpnia 1985, Kair       | rekord Ugandy |